# Roy Ankrah
Roy Ankrah (* 25. Dezember 1925 in Accra als John Theophilus Oti Ankrah; † 28. Mai 1995 ebendort), bekannt unter seinem Kampfnamen The Black Flash (deutsch „der schwarze Blitz“) war ein ghanaischer Boxer, der als „Pionier des professionellen Boxsports“ an der Goldküste gilt.

## Leben und Karriere
Ankrah wurde anderen Angaben zufolge bereits 1923 (zwei Jahre früher als in anderen Quellen angegeben) im Stadtviertel Jamestown geboren und nach dem frühen Tod seiner Mutter von der Tante aufgezogen. Er soll als Straßenschläger bekannt gewesen sein und gewann im Alter von 12 Jahren die regionale Schulmeisterschaft. Bereits zu dieser Zeit arbeitete Ankrah als Automechaniker in der Werkstatt seines Onkels. Er trainierte mit steigendem Erfolg und gewann im Alter von 17 Jahren seinen ersten Profikampf nach Punkten. Nach dem erstmaligen Gewinn des nationalen Titels im Federgewicht 1941 trat er der Armee bei und wurde in dieser Funktion wegen des Zweiten Weltkriegs nach Indien geschickt, wo Ankrah an zahlreichen Schaukämpfen und Meisterschaften teilgenommen haben soll. Nach seiner Rückkehr erboxte sich der Ghanaer erneut den nationalen Titel im Federgewicht, in der gleichen Gewichtsklasse besiegte er anschließend den Nigerianer Stoker Kid Parry, womit Ankrah den Titel des Westafrikameisters erkämpfte. Diesen soll er ungeschlagen bis zu seinem Wechsel auf die britischen Inseln behalten haben.
Nach übereinstimmenden Berichten wechselte Ankrah 1941 an der Goldküste ins Profilager, bis ins Jahr 1949 bestritt er dort insgesamt 110 Kämpfe in Folge ohne Niederlage und wurde in dieser Zeit nationaler Meister in fünf verschiedenen Gewichtsklassen – namentlich dem Fliegengewicht, Bantamgewicht, Federgewicht, Leichtgewicht und Weltergewicht. Auf Empfehlung von Freddie Mills debütierte Ankrah – als erster Ghanaer in Übersee – am 8. Februar 1950 im schottischen Paisley gegen George Lamont, am 30. Mai 1950 musste er im Kampf gegen den Iren Jimmy Murray seine erste Niederlage hinnehmen. Durch seinen Sieg über Ronnie Clayton am 30. April 1951 gewann Ankrah den Commonwealth-Titel im Federgewicht und behielt diesen bis zu seiner Niederlage am 2. Oktober 1954 gegen Billy Kelly. Wenige Monate später beendete „The Black Flash“ seine Karriere auf den britischen Inseln, bestritt allerdings 1959 noch einmal drei Profikämpfe in seiner ghanaischen Heimat.
Ankrah, der wegen seiner hohen Schlagfrequenz und guten Beinarbeit auch „Mr Perpetual Motion“ (deutsch „Mister ständige Bewegung“) genannt wurde, unterstützte später die ghanaischen Mannschaften in der Vorbereitung auf Commonwealth Games und die Olympischen Spiele. So assistierte er dem britischen Trainer Jack Roy bei den Olympischen Spielen 1960, als Clement Quartey die erste olympische Medaille für die ehemalige britische Kronkolonie gewann. Nach diesen Spielen wurde Ankrah zum Nationaltrainer befördert und stand bis 1994 beim National Sports Council unter Vertrag. Zudem war Ankrah zeitweise für die WBC als Punktrichter aktiv. Im November 1994 erkrankte der Boxer und starb ein halbes Jahr später auf dem Weg von seinem Zuhause in Dansoman ins Korle-Bu Teaching Hospital. Er hinterließ seine Ehefrau und fünf Kinder.